# Beckman Coulter

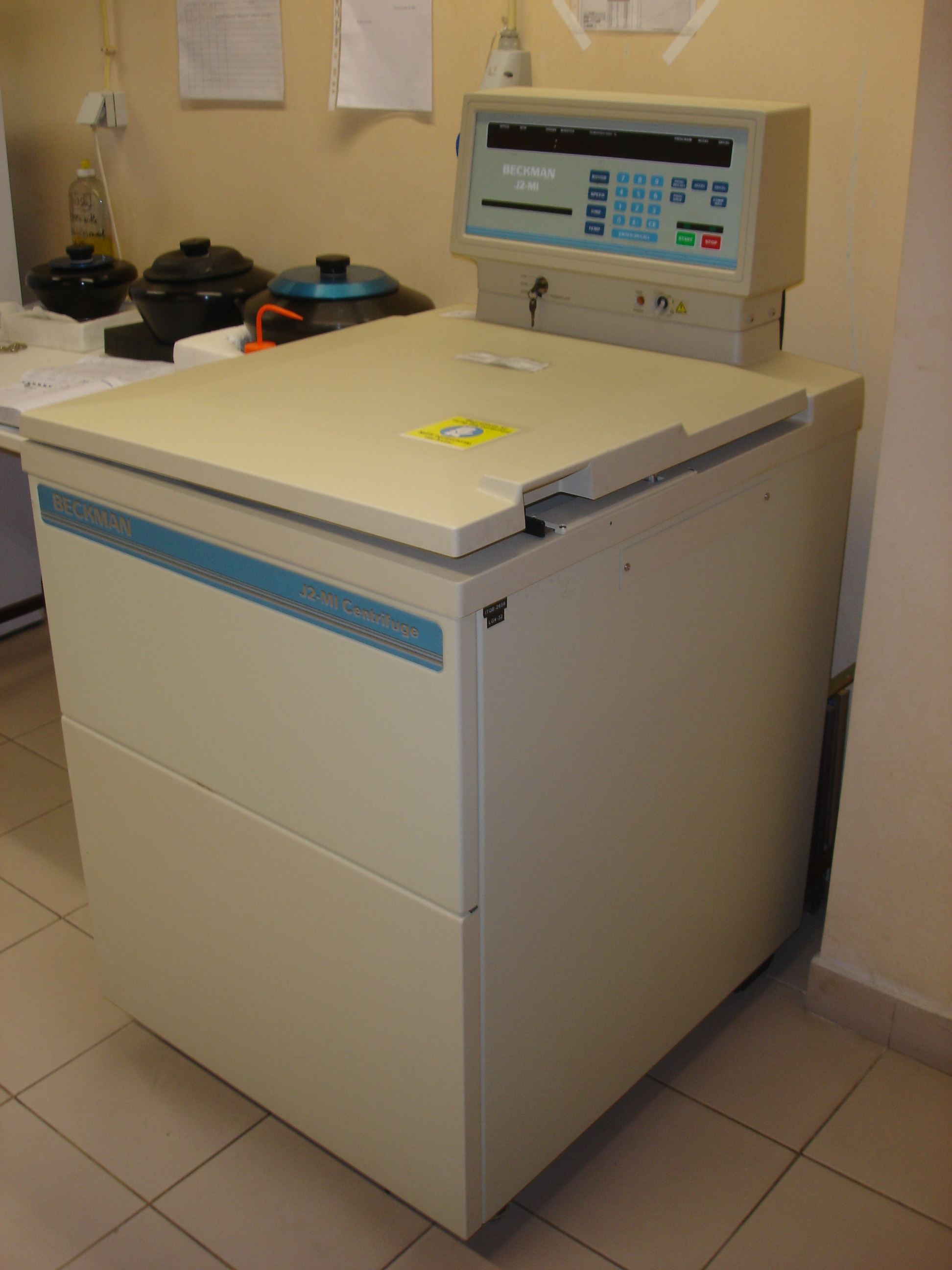
Beckman J2-MI centrifuge

Beckman Coulter is een Amerikaans bedrijf dat instrumenten maakt voor gebruik in biomedische laboratoria. Het bedrijf heeft meer dan 10.000 werknemers en een jaarlijkse omzet van ruim 2,5 miljard dollar (2006). De hoofdzetel is gevestigd in Fullerton (Californië).

## Geschiedenis
Het bedrijf werd als National Technical Laboratories opgericht in 1935 door Caltech-professor Arnold O. Beckman voor de commercialisering van een pH-meter die hij had uitgevonden. In de jaren 1940 wijzigde Beckman de naam van het bedrijf naar Arnold O. Beckman, Inc. voor de verkoop van zuurstof-analysetoestellen, de Helipot potentiometer en spectrometers.
In de jaren vijftig 50 werd de naam Beckman Instruments, Inc. In 1955 werd het innovatieve Shockley Semiconductor Laboratory opgericht als een afdeling van Beckman Instruments. Het was gericht op het gaan commercialiseren van de transistorhalfgeleidertechnologie, uitgevonden door Caltech-alumnus William Shockley. Omdat Shockleys oude moeder in het Californische Palo Alto woonde, werd het laboratorium gevestigd in het nabijgelegen Mountain View; het begin van Silicon Valley.
In 1982 werd het bedrijf een dochteronderneming van SmithKline. De nieuwe naam werd SmithKline Beckman, en Arnold Beckman werd vicevoorzitter. In 1989 werd men echter weer zelfstandig, toen SmithKline fusioneerde met de Beechman Group om SmithKline Beecham te vormen (later een deel van GlaxoSmithKline).
De volgende decennia volgenden diverse acquisities. In 1995 nam men Hybritech, Inc. over van Eli Lilly & Co. Wat later volgde een overname van een productlijn van het Franse Sanofi. In 1997 werd Coulter Corporation uit Miami overgenomen, waarop in 1998 de naam uiteindelijk Beckman Coulter, Inc. werd. Later volgden nog overnames van Diagnostic Systems Laboratory (DSL) in 2005 en van Lumigen en Agencourt Bioscience.